# Georg König (Politiker, 1861)
Georg König (* 9. Februar 1861 in Emden; † 8. Oktober 1938 in Hannover) war ein deutscher Verwaltungsjurist, Oberbürgermeister von Lüneburg und Abgeordneter.
König war der Sohn eines Amtsgerichtsrates. Er besuchte 1870 bis 1879 das Lyzeum I in Hannover und studierte nach dem Abitur bis 1882 in Tübingen, Berlin, Heidelberg und Göttingen Rechts- und Staatswissenschaften. Nach der ersten Staatsprüfung, die er am 27. Juni 1882 beim Oberlandesgericht Celle mit dem Prädikat „gut“ ablegte, war er drei Jahre Rechtsreferendar am Amts-, Land- und Oberlandesgericht und legte dann am  24. August 1887 die zweite Staatsprüfung wieder mit „gut“ ab. Ab 1887 war er Assessor beim Amtsgericht Hannover. 1889 wurde er besoldeter Senator und 1894 Syndikus der Stadt Lüneburg. Zum Syndikus wurde er am 27. Juli 1894 vom Wahlkollegium aus Magistrat und Bürgervorstehern mit neuen Stimmen einstimmig gewählt. Am 9. November 1900 wurde er vom Wahlkollegium mit 12 Stimmen ebenfalls einstimmig zum Oberbürgermeister der Stadt Lüneburg als Nachfolger von Georg Keferstein gewählt. Vom 28. Januar 1901 bis zu seiner Pensionierung zum 1. Juli 1919 war er Oberbürgermeister der Stadt. 1901 bis zum 1. September 1919 war er Mitglied im Provinziallandtag der Provinz Hannover. Nachrücker wurde Karl Heinrich Busse. Er lebte nach seiner Pensionierung in Hannover. 1932 schrieb  er seine Lebenserinnerungen aus den Jahren 1889 bis 1919, die erst 2021 veröffentlicht wurden.